# Aigua per a elefants
Aigua per a elefants (títol original en anglès: Water for Elephants) és una pel·lícula de 2011, dirigida per Francis Lawrence, basada en l'aclamat best seller del mateix nom, escrit per la canadenca Sara Gruen. La pel·lícula fou estrenada el 22 d'abril de 2011 als Estats Units i compta amb doblatge en català.

## Argument
La pel·lícula comença l'any 2003, amb el vell Jacob (de 94 anys) anant a visitar un circ, però arriba de nit i el circ està tancat. Llavors, es posa a parlar amb l'amo del circ, i li explica la història de la seva vida. L'any 1931, durant la Gran Depressió, ell era un jove de 23 anys que estudiava veterinària a la Universitat Cornell als Estats Units. Just el dia en què estava per finalitzar el seu examen final, li comuniquen que els seus pares han mort en un accident automobilístic. S'assabenta llavors que els seus pares no tenien diners, que ho havien invertit tot (fins i tot la casa en què vivien) en la seva educació. Com ell no tenia treball, ha de deixar tot i anar-se'n, atès que ja li no li queda res allà.
En Jacob camina tots els dies, fins que una nit va saltar a un tren que passava per allà. Era el tren del circ Germans Benzini. Gràcies als seus estudis aconsegueix exercir una petita ocupació com a veterinari al circ. A en Jacob el contracta l'amo del circ, l'August, l'espòs de Marlena Rosenbluth, l'amazona del xou principal del circ. Quan el circ va començar a ser molt popular amb els diners que van guanyar van comprar una elefanta de 53 anys. A en Jacob li toca entrenar a l'elefanta, però quan no fa cas l'August la copeja fins a deixar-la mal ferida i sagnant. Quan en Jacob entrena a l'elefanta passa molt temps amb la Marlena, la qual cosa fa que a poc a poc sorgeixi un romanç entre ells. Lluiten contra el cruel August pel seu amor, ja que aquest es nega a cedir a la Marlena.
En general la pel·lícula parla sobre com pot arribar a ser de difícil la vida, amb els seus amors impossibles i els seus girs inesperats, fent també una al·lusió al maltractament als animals. Amb l'exemple del jove Jacob, que aconsegueix sobreposar-se a la tragèdia de la defunció dels seus pares, lluitar pel seu amor i lliurar a la Rose, l'elefanta, dels horribles tractes de l'August, ens mostren que si alguna cosa es vol amb tota l'ànima i es treballa de valent per aconseguir-ho qualsevol cosa és possible.

## Repartiment
- Reese Witherspoon (1976-) com a Marlena Rosenbluth.
- Robert Pattinson (1986-) com a Jacob Jankowski.
- Christoph Waltz (1956-) com a August Rosenbluth.
- Hal Holbrook (1925-) com a vell Jacob Jankowski
- Richard Brake (-1964) com a Grady, treballador del circ i amic de Jacob
- Ken Foree (1948-) com a Earl, el matón d'Auguste
- James Frain com a cuidador de l'elefanta Rosie (James Frain)
- Tim Guinee com a Diamond Joe
- Scott MacDonald com a Blackie, el matón sàdic d'Auguste
- Jim Norton com a vell polonès Camel
- Mark Povinelli com al nan Walter (el pallasso Kinko)
- Paul Schneider com a Charlie O’Brien III, amo d'un circ en l'actualitat
- Tai com a elefanta Rosie
- Uggie (mascle, 2002-) com a gossa Quennie, una Jack Russell terrier.

## Maltractament animal
Malgrat la pel·lícula va ser supervisada per una institució nord-americana contra el maltractament animal, el 7 de maig del 2011, l'organització Animal Defenders International va publicar un vídeo on es podia observar el maltractament al que van ser sotmesos diversos elefants, inclosa la protagonista Tai, durant el seu entrenament, sent atacats amb descàrregues elèctriques i copejats pels entrenadors.